# Chagasettihalli, Pandavapura
Chagasettihalli là một làng thuộc tehsil Pandavapura, huyện Mandya, bang Karnataka, Ấn Độ.